# Пшезьдзецько-Мрочкі
Пшезьдзецько-Мрочкі (пол. Przeździecko-Mroczki) — село в Польщі, у гміні Замбрув Замбровського повіту Підляського воєводства. Населення — 132 особи (2011).
У 1975-1998 роках село належало до Ломжинського воєводства.

## Демографія
Демографічна структура станом на 31 березня 2011 року:
|          | Загалом | Допрацездатний вік | Працездатний вік | Постпрацездатний вік |
| -------- | ------- | ------------------ | ---------------- | -------------------- |
| Чоловіки | 63      | 13                 | 39               | 11                   |
| Жінки    | 69      | 12                 | 40               | 17                   |
| Разом    | 132     | 25                 | 79               | 28                   |